# Romolo Ferrari
Romolo Ferrari (* 29. Juli 1894 in Modena; † 31. Dezember 1959 ebenda) war ein italienischer Gitarrist, Komponist und Professor für Kontrabass.

## Leben
Ferrari lernte Gitarre bei Luigi Mozzani. Danach konzertierte er auf Italien und Österreich. Er setzte sich zeitlebens für die Verbreitung des Gitarrenspiels ein. 1925 gründete er den Verein „Mauro Giuliani“.  Er sammelte Gitarrenmusik des 19. Jahrhunderts und arbeitete mit dem Musikverlag Bèrben zusammen. Er veröffentlichte Biographien von Gitarristen, welche derzeit in der Biblioteca Estense in Modena gesammelt sind. Sein Musikarchiv ist im Istituto Musicale Pareggiato Orazio Vecchi untergebracht. Darüber hinaus setzte er sich für Gitarrenprofessuren an italienischen Konservatorien ein und arbeitete für das Fachmagazin L’arte chitarristica. 1947 gründete er die Unione Chitarristica Internazionale in Modena, die jährlich Konferenzen abhielt. Er lud weltbekannte Gitarristen wie Andrés Segovia, Ida Presti und María Luisa Anido ein. Zudem baute Ferrari ein Netzwerk zu deutschen Gitarristen wie Heinrich Albert, Siegfried Behrend und Heinz Bischoff sowie den Italienern Luigi Mozzani, Giovanni Murtula, Benvenuto Terzi, Maria Rita Brondi und Teresa de Rogatis auf.